# 城西街道 (肇庆市)
城西街道，是中华人民共和国广东省肇庆市端州区下辖的一个街道办事处。
2013年4月28日，肇庆市人民政府批复同意调整端州区街道行政管辖范围，将原城南街道厂排、上游2个社区，原城北街道翠星、星荷、康乐北、端六、端五、登高、草场、忠勇、睦民9个社区，睦岗街道下瑶、沙街、出头3个社区划归城西街道管辖。

## 历史沿革[3]
中华人民共和国成立前名为古端乡，成立后从古端乡分出定名为西区。
1961年，改称肇庆狮山公社。
1980年，复称肇庆市西区。
1988年，易名为端州区西区。
2010年，改为城西街道。

## 行政区划
城西街道下辖以下地区：
睦民社区、草场社区、登高社区、忠勇社区、端州六路社区、端州五路社区、康乐北社区、星荷路社区、翠星路社区、立新社区、城中社区、府前东社区、府前西社区、江滨西社区、康乐中社区、西江南社区、沙街社区、桥西社区、西江社区、黄塘社区、百花园社区、正西社区、康乐花园社区、芙蓉社区、白沙社区、风华社区、牡丹苑社区、厂排社区、上游社区、下瑶村、沙街村和出头村。